# Ricky Meléndez
Ricardo Omar Meléndez Sauri, mais conhecido como Ricky Meléndez, (Hato Rey, Porto Rico - 22 de novembro de 1967) é um cantor e advogado porto-riquenho que fez parte do grupo Menudo na década de 1980

## Carreira
Iniciou no grupo em 1977 quando tinha 9 anos de idade ao lado de seus irmãos mais velhos Carlos e Óscar. Deixou a carreira no ano de 1984 quando foi substituído pelo cantor Ricky Martin. Foi o membro da formação original que mais permaneceu no grupo.
No ano de 1998 se reuniu com seus companheiros que também participaram do grupo Menudo como René Farrait, Miguel Cancel, Johnny Lozada, Ray Reyes e Charlie Massó, dando início ao projeto El Reencuentro, realizando turnês periódicas até 2013.

## Vida pessoal
É casado com Miriam Calderín com quem teve dois filhos.